# جيمس دونالدسون (كرة سلة)
جيمس دونالدسون (بالإنجليزية: James Donaldson)‏ مواليد 16 أغسطس 1957 في إنجلترا، هو لاعب كرة سلة إنجليزي سابق بدأ مسيرته الاحترافية في سنة 1979. يبلغ طوله 7 قدم 2 بوصة (2.2 م). اعتزل اللعب في 1999.

## فرق لعب لها
- لوس أنجلوس كليبرز
- دالاس مافيريكس
- نيويورك نيكس
- يوتاه جاز
- نادي إشبيلية لكرة السلة

## روابط خارجية
- جيمس دونالدسون على موقع إن بي أي (الإنجليزية)
- جيمس دونالدسون على موقع سبورتس رفرنس (الإنجليزية)
- جيمس دونالدسون على موقع الدوري الإسباني لكرة السلة (الإسبانية)
- جيمس دونالدسون على موقع كرة السلة الأوروبية.كوم (الإنجليزية)
- جيمس دونالدسون على موقع كلية كرة السلة في سبورتس رفرنس.كوم (الإنجليزية)
- جيمس دونالدسون على موقع ريلجم (الإنجليزية)
- جيمس دونالدسون على موقع بروبوليرز (الإنجليزية)
- جيمس دونالدسون على موقع سبورتس رفرنس (الإنجليزية)